# 銀座の若大将
『銀座の若大将』（ぎんざのわかだいしょう）は、加山雄三主演の日本映画。若大将シリーズの第2弾。1962年2月10日公開。東宝製作。併映は豊田四郎監督の『明日ある限り』。（主演香川京子、佐野周二）。

## 概要
1960年代の日本映画を代表する人気シリーズの第2作である。前作に引き続き東宝の娯楽映画のベテラン杉江敏男が監督した。この映画では加山雄三は黒澤明監督の『椿三十郎』でしごかれたあとだけあってリラックスした演技を見せた。また、劇中で澄子役の星由里子から名前を尋ねられた際に楽屋落ち的なギャグを放っている。観客動員は260万人のヒットを記録した。

## ストーリー
京南大学法学部の学生、田沼雄一は軽音楽部に所属する学生である。父親の友人である島川の経営するレストランで拳闘部のマネージャーである江口の引き起こした喧嘩に巻き込まれて店をめちゃくちゃにしてしまう。店を壊した責任と島川の娘・信子と結婚させようという親たちの企みもあって雄一はレストランで住み込みで働くことになる。レストラン隣の洋裁店で働く中里澄子と親しくなる雄一だが、同級生の京子や妹・照子の友達でファッションモデルのきみ子にも言い寄られるモテモテぶり。一方、拳闘部の助っ人として試合に出ることになった雄一は、万座のホテルに出張させられたりと練習も思い通りにはいかない始末。女性たちに言い寄られて好きな澄子にも誤解を受けて試合当日を迎えるのだった。

## ロケ地
- 渋谷
- 神宮外苑並木道
- 迎賓館前
- 皇居お堀端
- 道玄坂1丁目（現渋谷マークシティ横）
- 日比谷公園
- 万座温泉スキー場
- 青山通り

## 配役
- 田沼雄一 - 加山雄三
- 中里澄子 - 星由里子
- 田沼久太郎 - 有島一郎
- 田沼りき - 飯田蝶子
- 田沼照子 - 中真千子
- 団野京子 - 団令子
- 江口敏 - 江原達怡
- 北川きみ子 - 北あけみ
- 石山新次郎 - 田中邦衛
- 宏 - 堺左千夫
- 島川金五郎 - 上原謙
- 島川信子 - 藤山陽子
- 石脇教授 - 左卜全
- 大森夢子 - 久慈あさみ
- ブティックの客 - 塩沢とき
- チーフコック - 大友伸
- 大原 - 佐田豊
- 小島 - 宮田羊容
- 山口 - 鈴木和夫
- 明 - 西條康彦
- 西田 - 岩本弘司
- 麦倉 - 山田彰
- 関口 - 大前亘
- 堀口 - 津田光男
- 支那蕎麦屋の出前 - 小川安三
- 金田 - 若松明
- 沢村 - 三浦敏男
- 熊田 - 小川五郎
- 高橋 - どんぐり三太

## スタッフ
- 監督：杉江敏男
- 製作：藤本真澄
- 脚本：笠原良三、田波靖男
- 撮影：完倉泰一
- 音楽：広瀬健次郎
- 美術：小川一男
- 録音：斎藤昭
- 照明：森弘充
- チーフ助監督：野長瀬三摩地
- 製作担当者：喜多村俊男
- 整音：下永尚
- スチール：土屋次郎

## 楽曲
- 夢をえがいて
作詞／三田恭次、作曲／広瀬健次郎、歌／加山雄三
- 星空
作詞／岩谷時子、作曲／広瀬健次郎、歌／加山雄三